# 436 aC
El 436 aC va ser un any del calendari romà prejulià. Era l'any 318 ab urbe condita. La denominació 436 aC per a aquest any s'ha emprat des de l'edat mitjana, quan el calendari Anno Domini va ser el mètode més usat a Europa per a anomenar els anys.

## Esdeveniments
- Mamerc Emili Mamercí va ser nomenat dictador per fer la guerra contra Veios i Fidenes, perquè aquesta ciutat s'havia revoltat el 438 aC i s'havia sotmès al lar Tolumni de Veios.[2]
- A Roma van ser elegits cònsols Luci Papiri Cras i Marc Corneli Maluginense.[3]

## Naixements
- Artaxerxes II de Pèrsia (data aproximada; m. el 358 aC).[4]
- Isòcrates, orador atenenc.[5]